# Rock Candy Funk Party
Rock Candy Funk Party – amerykańska grupa wykonująca muzykę z pogranicza funku i fusion. Formacja powstała w 2012 roku w Los Angeles. W skład zespołu utworzyli perkusista Tal Bergman, gitarzyści Ron DeJesus i Joe Bonamassa, basista Mike Merritt oraz klawiszowiec Renato Neto. Debiutancki album zespołu zatytułowany We Want Groove ukazał się w styczniu 2013 roku nakładem wytwórni muzycznej J&R Adventures.

## Dyskografia
| Rok  | Tytuł                                                             | Pozycja na liście |
| Rok  | Tytuł                                                             | FRA               |
| ---- | ----------------------------------------------------------------- | ----------------- |
| 2013 | We Want Groove - Data: 29 stycznia 2013 - Wydawca: J&R Adventures | 112               |